# Пантерный хамелеон
Пантерный хамелеон (лат. Furcifer pardalis) — вид ящериц из семейства хамелеонов. Эндемик Мадагаскара.
Общая длина достигает 52 см. Наблюдается половой диморфизм — самцы крупнее самок. С обеих сторон имеют овальные пятна различной формы. Молодые хамелеоны окрашены в серый цвет, но достигая половой зрелости они получают значительно более яркую окраску. Пантерный хамелеон приобретает всевозможные оттенки зелёного, кирпично-красного и бирюзового цветов. Самцы более яркие, чем самки. Голова широкая, спинной гребень состоит из больших плотно стоящих шипов, постепенно уменьшающихся на хвосте.
Любит прибрежные места с тёплым и влажным климатом. Часто встречается вблизи человеческих поселений, на границе сельскохозяйственных угодий на деревьях и кустарниках.
Яйцекладущая ящерица. Половая зрелость наступает в возрасте 9 месяцев. Через месяц-полтора после спаривания самка вырывает ямку в земле и откладывает туда от 12 до 46 яиц. Через несколько недель она снова готова к спариванию. Через 7—9 месяцев появляются молодые хамелеоны.
Продолжительность жизни 1—2 года, в неволе — до 4 лет.
Обитает на севере и востоке острова Мадагаскар, встречается на ближних островах Нуси-Бе, Нуси-Бураха и Нуси-Мангабе в бухте Антунгила.
В 2015 году группой учёных был проанализирован генетический материал 324 особей. Оказалось, что они принадлежат к 11 гаплогруппам, которые могут рассматриваться как отдельные виды. Они обитают в разных частях острова и различаются генетически обусловленной окраской.

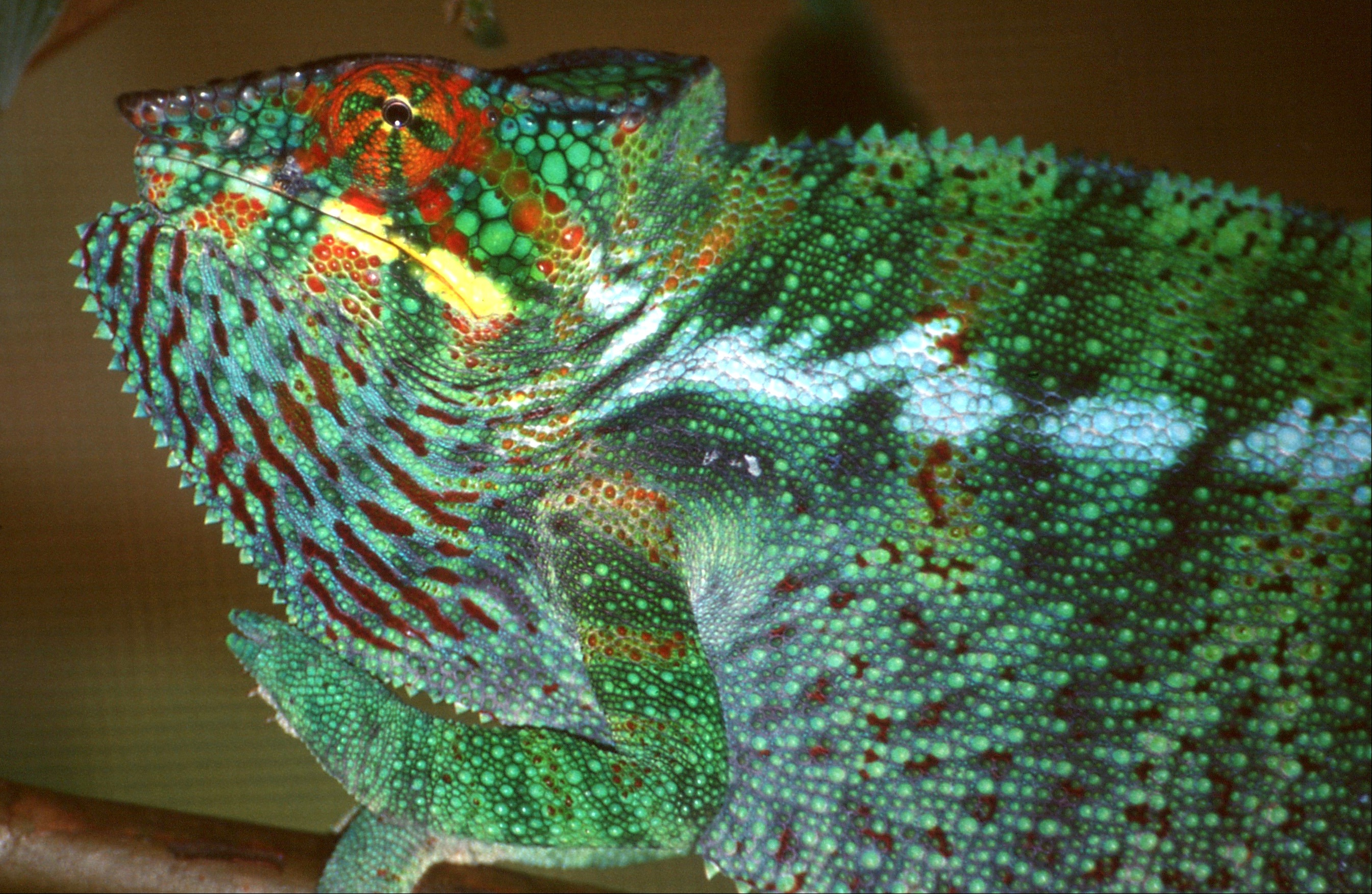
Самец
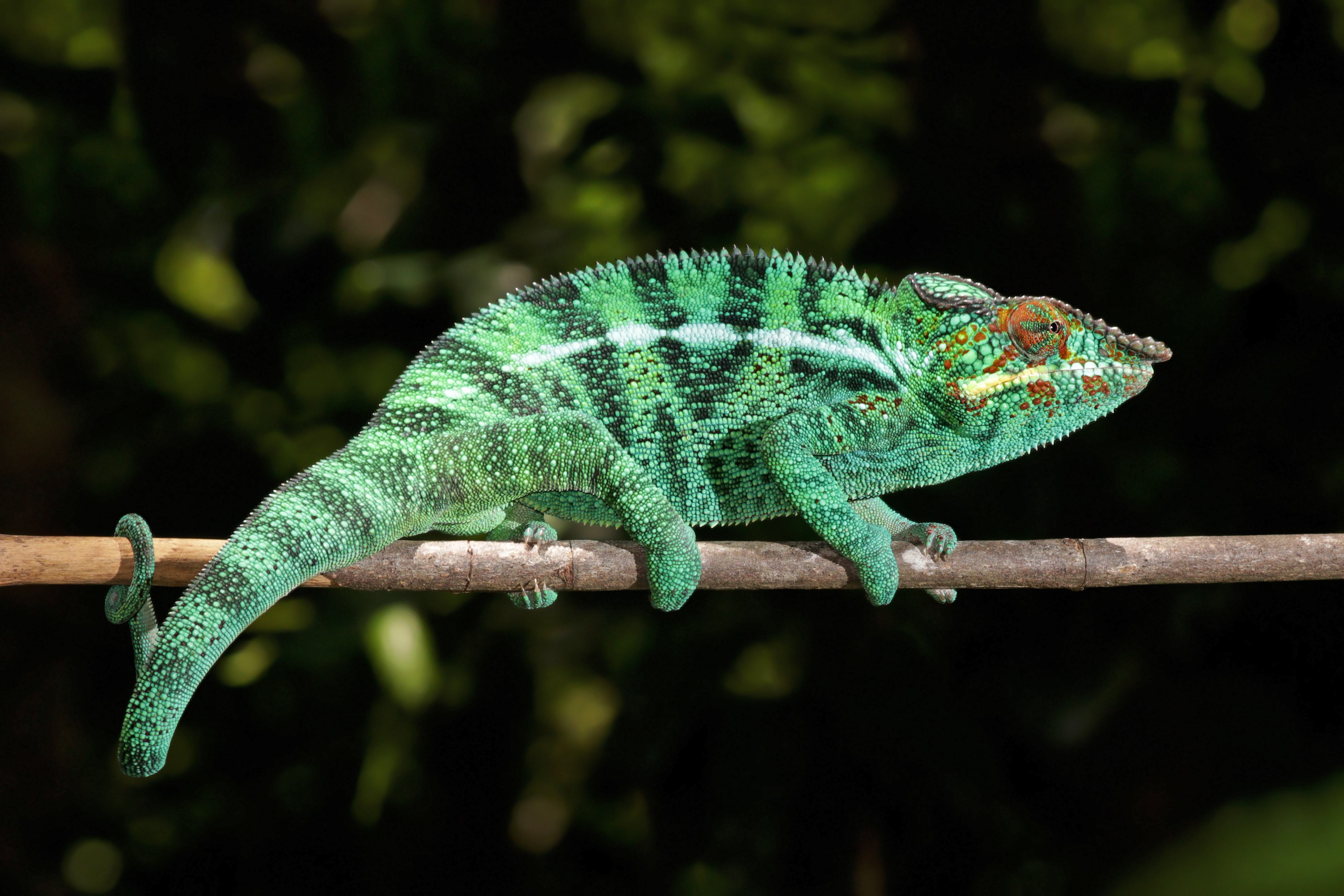
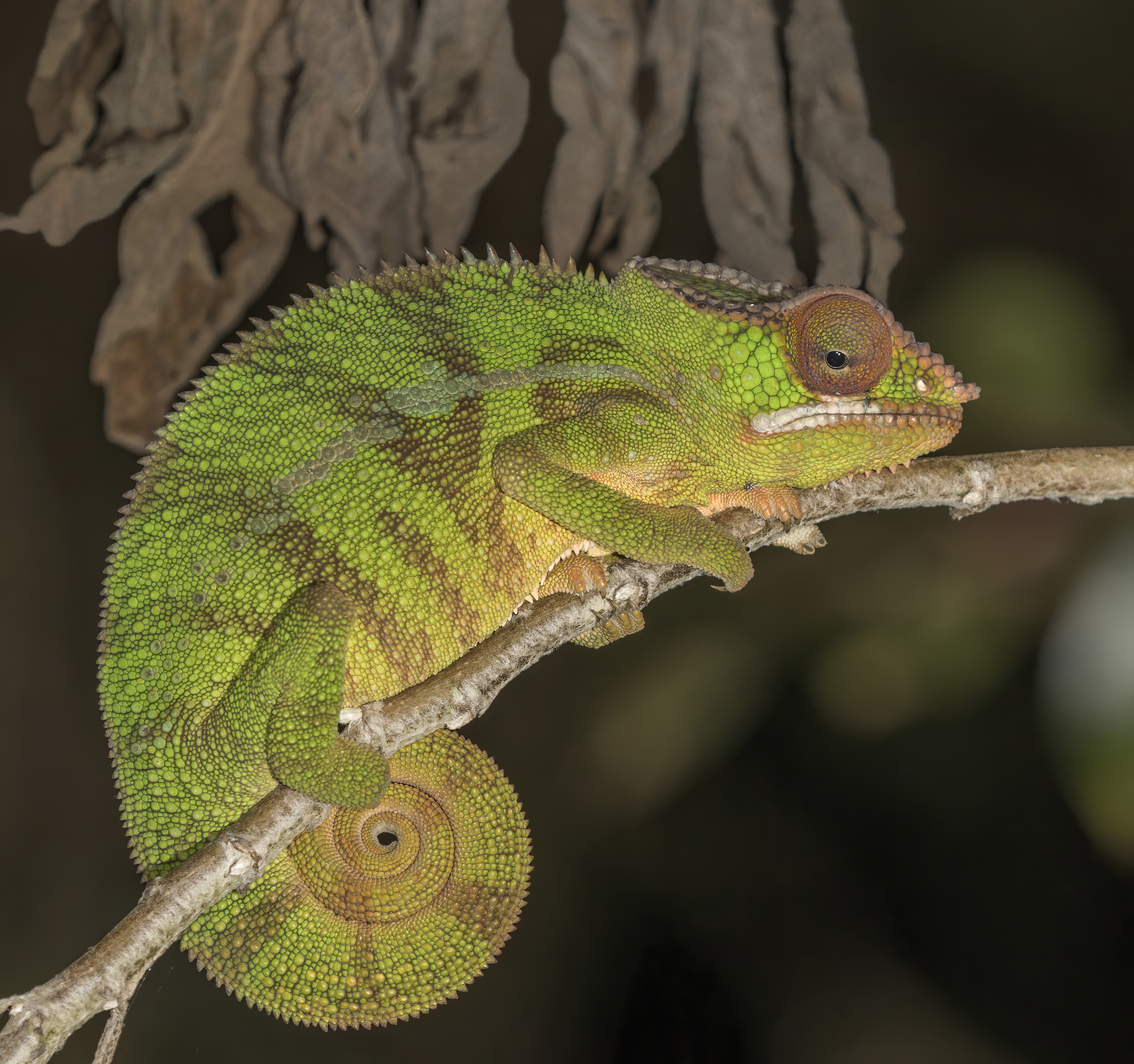
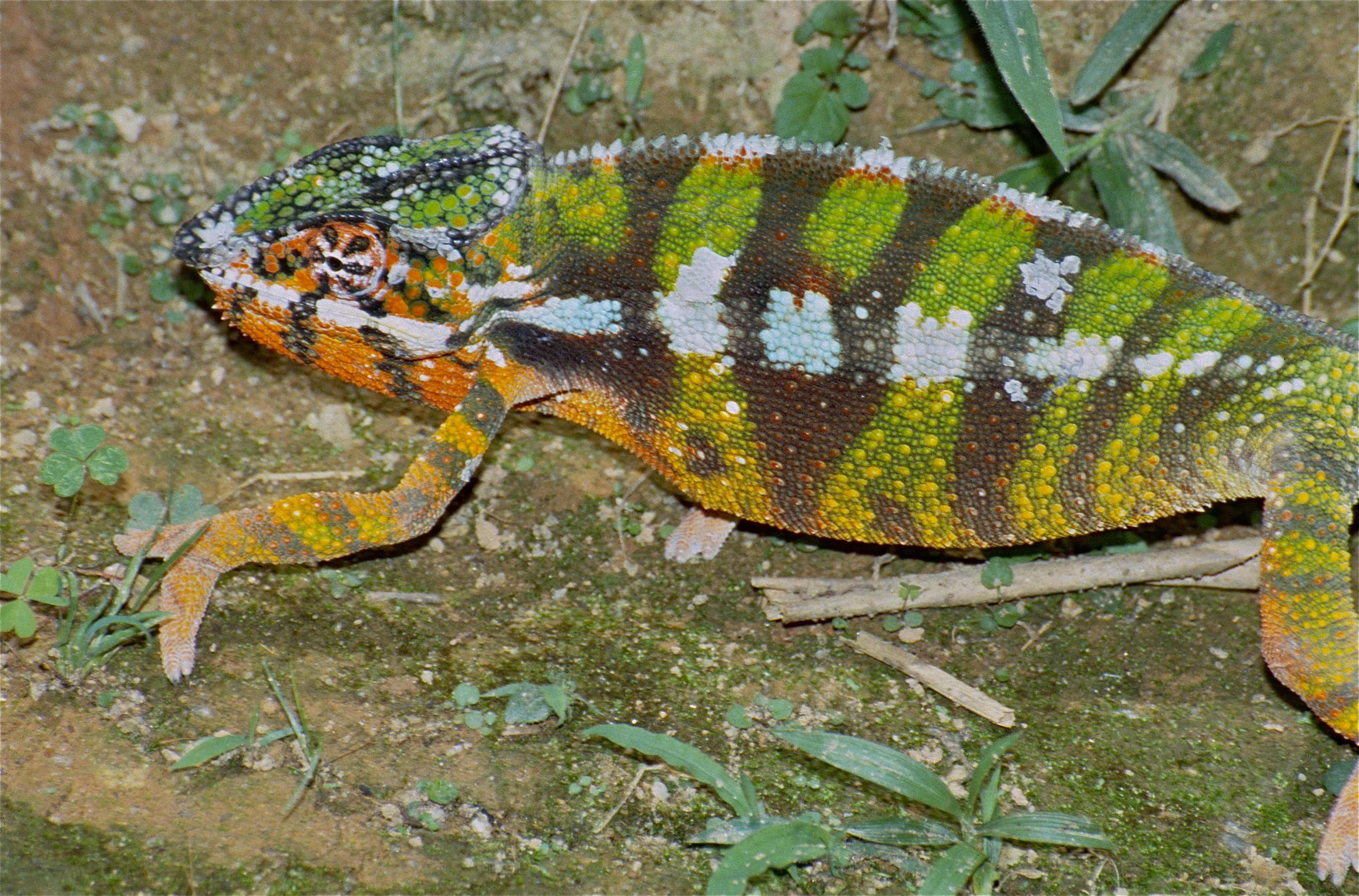
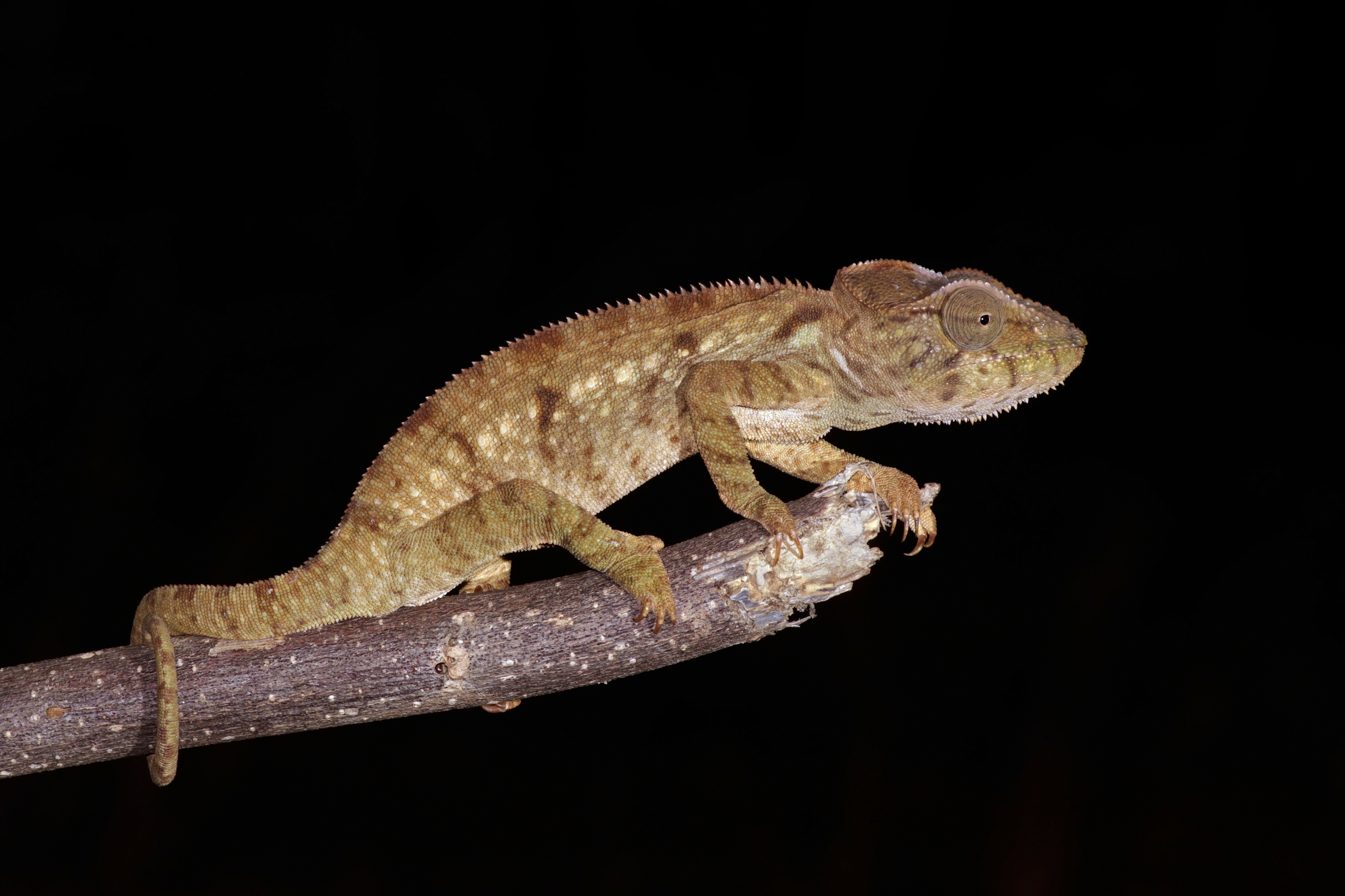
Самка
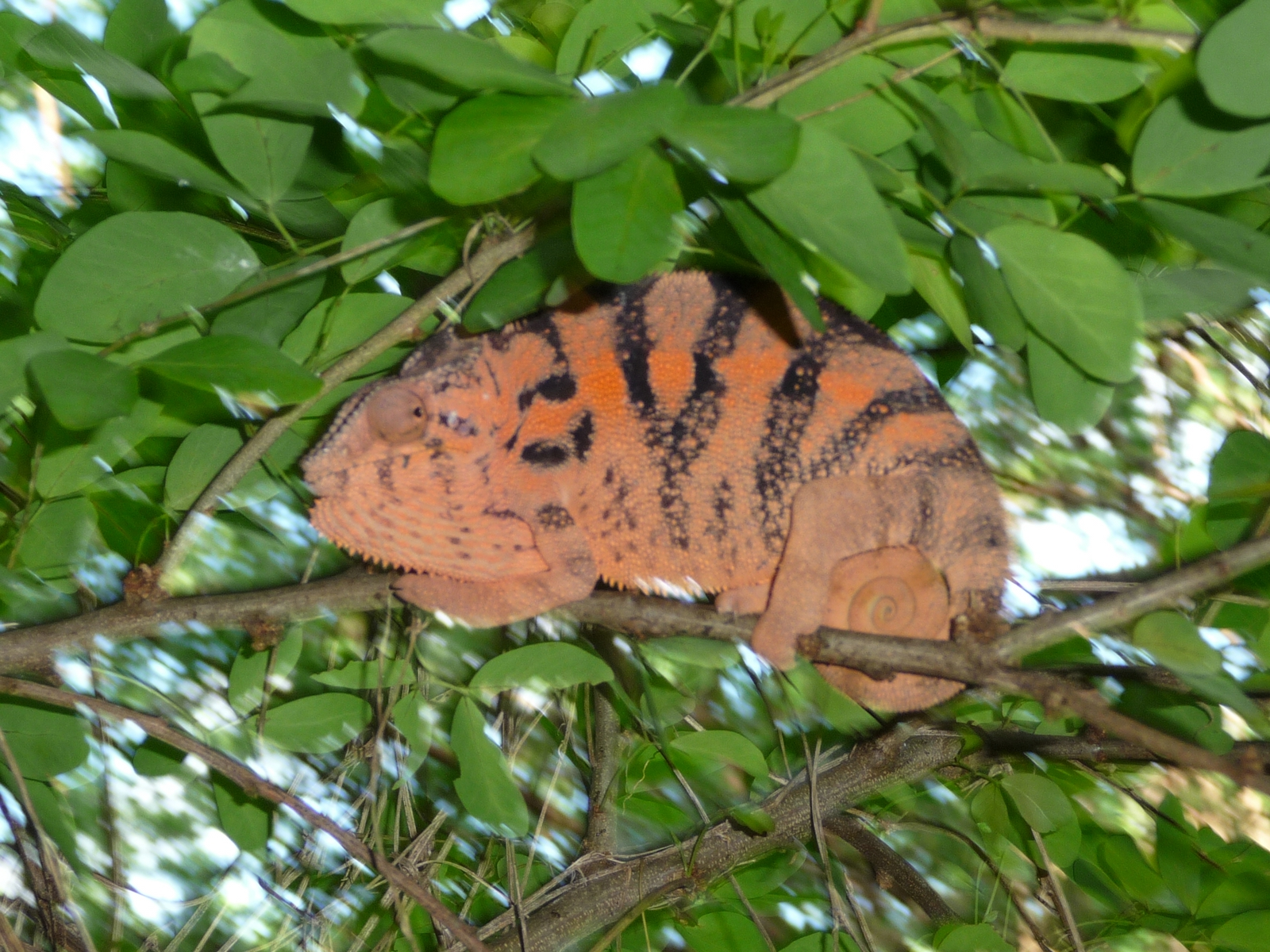